# Mięsień C5
Mięsień C5, mięsień 110, mięsień 6 – mięsień występujący w prosomie skorpionów.
Jeden z zewnętrznych mięśni szczękoczułkowych. Mięsień ten bierze swój początek na karapaksie, przednio-bocznie od oczu środkowych. Kończy się, zaczepiając na przedniej, środkowej krawędzi protomerytu razem z mięśniem C4.